# Serguíevski
Serguíevski (en rus: Сергиевский) és un poble (un possiólok) de l'óblast de Saràtov, a Rússia, segons el cens del 2010 tenia 1.387 habitants. Pertany al districte municipal de Saràtov.